# 瓯江彩鲤

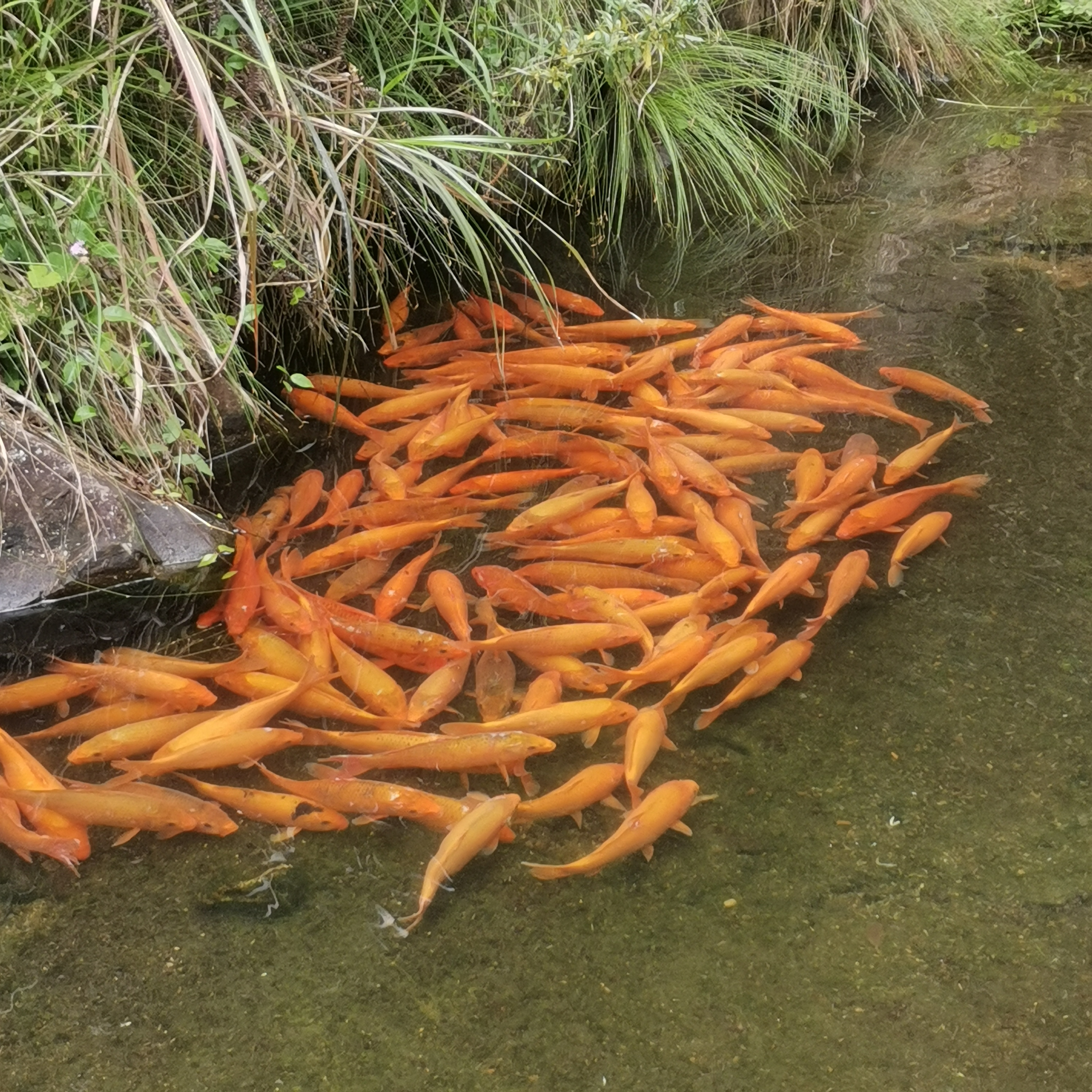
瓯江彩鲤（田鱼），摄于青田县方山乡龙现村

瓯江彩鲤（學名：Cyprinus carpio var. color），是浙江省瓯江流域所养殖的一种鱼类，俗称「田鱼」，为鲤鱼的变种，史料考证至今已有1,200余年的养殖历史。
2005年5月16日浙江青田稻田养鱼项目被联合国粮农组织认定为全球重要农业文化遗产中国项目。青田和永嘉被赋予“中国田鱼之乡”的称号。

## 形态特征
瓯江彩鲤形似鲤鱼，色若金鱼。从体色上可分为红、乌、白和花等等；从鳞片上可分为大鳞田鱼和细鳞田鱼两种，瓯江彩鲤色彩丰富，有红色、白色和花色等多种体色。

## 原产地
浙江瓯江全流域：青田县，龙泉县，云和县，丽水市，等等。

## 经济价值
因其色彩丰富可与日本锦鲤媲美所以可作为观赏鱼，也可用来食用（大部分）。

## 营养价值
瓯江彩鲤肌肉中蛋白质的含量为18.04%，脂肪为2.37%，肌肉中含17种氨基酸、其中人体必需氨基酸9种，甘氨酸、丙氨酸、天门冬氨酸及谷氨酸等鲜味氨基酸的含量较高，还含有适量的钙、铁、锌、硒等矿物元素，其中锌的含量高于一般的淡水鱼类。